# Cupa României 2002/03
Der Cupa României in der Saison 2002/03 war das 65. Turnier um den rumänischen Fußballpokal. Sieger wurde zum zehnten Mal Dinamo Bukarest, das sich im Finale am 31. Mai 2003 gegen den FC Național Bukarest durchsetzen konnte. Dadurch qualifizierte sich Dinamo für den UEFA-Pokal. Titelverteidiger Rapid Bukarest war im Achtelfinale ausgeschieden.

## Modus
Die Klubs der Divizia A stiegen erst in der Runde der letzten 32 Mannschaften ein. Im Achtelfinale fanden alle Spiele auf neutralem Platz statt. Es wurde jeweils nur eine Partie ausgetragen, das Viertel- und Halbfinale wurde in Hin- und Rückspiel entschieden. Fand nur eine Partie statt und stand diese nach 90 Minuten unentschieden oder konnte in beiden Partien unter Berücksichtigung der Auswärtstorregel keine Entscheidung herbeigeführt werden, folgte eine Verlängerung von 30 Minuten, wobei die Golden-Goal-Regel Anwendung fand. Falls danach noch immer keine Entscheidung gefallen war, wurde die Entscheidung im Elfmeterschießen herbeigeführt.

## Sechzehntelfinale
| Datum            |                                 | Ergebnis              |                           |
| ---------------- | ------------------------------- | --------------------- | ------------------------- |
| 6. November 2002 | FC Baia Mare                    | 0:1 n. GG             | FC Brașov                 |
|                  | Inter Gaz Bukarest              | 0:1 n. GG             | UTA Arad                  |
|                  | Rapid Electromagnetica Bukarest | 1:5                   | Rapid Bukarest            |
|                  | Industria Sârmei Câmpia Turzii  | 3:0                   | Oțelul Galați             |
|                  | Progresul Caracal               | 0:3                   | FC Național Bukarest      |
|                  | CFR Cluj                        | 1:0                   | Sportul Studențesc        |
|                  | Unirea 2000 Focșani             | 1:0                   | Politehnica AEK Timișoara |
|                  | Politehnica Iași                | 2:1 n. GG             | Ceahlăul Piatra Neamț     |
|                  | Minerul Venus Motru             | 2:2 n. V. (5:6 i. E.) | FCM Bacău                 |
|                  | Midia Năvodari                  | 3:2                   | Universitatea Craiova     |
|                  | FC Oradea                       | 1:1 n. V. (7:6 i. E.) | Gloria Bistrița           |
|                  | Petrolul Ploiești               | 0:1 n. GG             | Steaua Bukarest           |
|                  | CF Predeal                      | 1:6                   | FC Farul Constanța        |
|                  | CSM Reșița                      | 1:3                   | FC Argeș Pitești          |
|                  | Laminorul Roman                 | 0:3                   | Astra Ploiești            |
|                  | UM Timișoara                    | 0:1                   | Dinamo Bukarest           |

## Achtelfinale
| Datum             |                      | Ergebnis              |                                | Ort             |
| ----------------- | -------------------- | --------------------- | ------------------------------ | --------------- |
| 27. November 2002 | Dinamo Bukarest      | 3:0                   | Steaua Bukarest                | Bukarest        |
|                   | Astra Ploiești       | 1:0                   | Unirea 2000 Focșani            | Buzău           |
|                   | FC Argeș Pitești     | 1:1 n. V. (3:1 i. E.) | Rapid Bukarest                 | Ploiești        |
|                   | FC Farul Constanța   | 2:1                   | FC Oradea                      | Ploiești        |
|                   | FCM Bacău            | 3:1                   | Industria Sârmei Câmpia Turzii | Sfântu Gheorghe |
|                   | CFR Cluj             | 2:1 n. GG             | FC Brașov                      | Târgu Mureș     |
|                   | Politehnica Iași     | 1:0 n. GG             | UTA Arad                       | Târnăveni       |
|                   | FC Național Bukarest | 3:0                   | Midia Năvodari                 | Urziceni        |

## Viertelfinale
Die Hinspiele fanden am 12. März 2003, die Rückspiele am 2. April 2003 statt.
|                      | Gesamt |                 | Hinspiel | Rückspiel |
| -------------------- | ------ | --------------- | -------- | --------- |
| FC Național Bukarest | 5:0    | CFR Cluj        | 4:0      | 1:0       |
| Politehnica Iași     | 1:3    | Astra Ploiești  | 1:2      | 0:1       |
| FC Farul Constanța   | 2:3    | Dinamo Bukarest | 0:1      | 2:2       |
| FC Argeș Pitești     | 5:1    | FCM Bacău       | 5:1      | 0:0       |

## Halbfinale
Die Hinspiele fanden am 23. April 2003, die Rückspiele am 14. Mai 2003 statt.
|                      | Gesamt |                  | Hinspiel | Rückspiel |
| -------------------- | ------ | ---------------- | -------- | --------- |
| FC Național Bukarest | 5:2    | FC Argeș Pitești | 4:0      | 1:2       |
| Astra Ploiești       | 3:4    | Dinamo Bukarest  | 2:1      | 1:3 n. GG |

## Finale
| Paarung              | Dinamo Bukarest – FC Național Bukarest |
| Ergebnis             | 1:0 (1:0) |
| Datum                | 31. Mai 2003 |
| Stadion              | Nationalstadion, Bukarest |
| Zuschauer            | 25.000 |
| Schiedsrichter       | Alain Sars (Nancy, Frankreich) |
| Tore                 | 1:0 Iulian Tameș (30.) |
| Dinamo Bukarest      | Daniel Tudor, Giani Kiriță, Bogdan Onuț, Gabriel Tamaș (71. Ovidiu Burcă), Florentin Petre (90. Vlad Munteanu), Ștefan Grigorie (74. Viorel Domocoș), Dan Alexa, Iulian Tameș, Cornel Frăsineanu, Ionel Dănciulescu, Cosmin Bărcăuan Cheftrainer: Ioan Andone |
| FC Național Bukarest | Bogdan Vintilă, Cornel Buta, Tiberiu Curt, Flavius Moldovan, Petre Marin, Stelian Carabaș (46. Sergiu Radu), Dan Petrescu, Adrian Olah, Gigel Coman, Gabriel Caramarin (89. Victoraș Iacob), Slaviša Mitrović Cheftrainer: Walter Zenga                       |